# Paul Rusesabagina

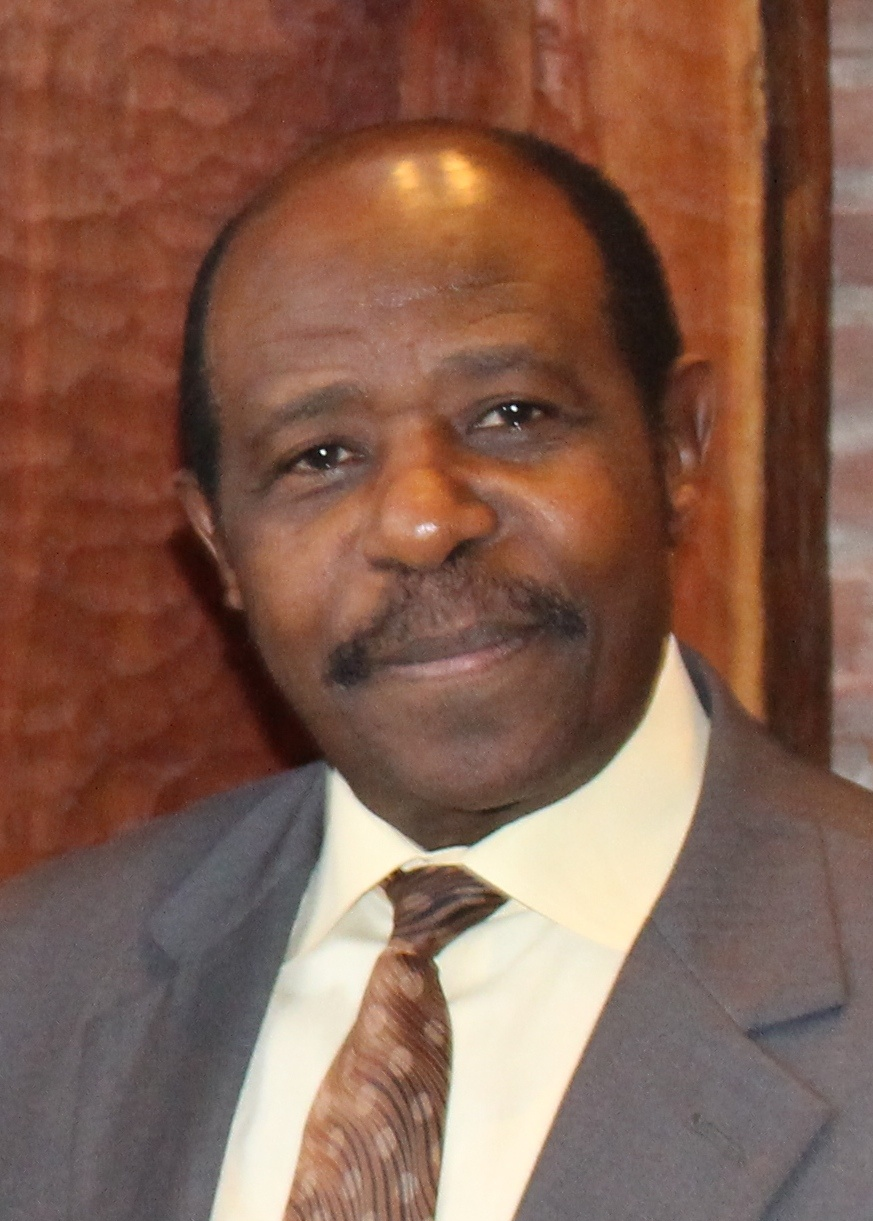
Paul Rusesabagina (2013)

Paul Rusesabagina (* 15. Juni 1954 in Murama-Gitarama) ist ein ehemaliger ruandischer Hotelmanager, der durch den Film Hotel Ruanda über das Hotel während des Völkermordes an den Tutsi international bekannt wurde.

## Leben
Rusesabagina war stellvertretender Leiter des Hôtel des Mille Collines und später der Leiter des Hotels Diplomate, beide in Kigali. 1994 übernahm Rusesabagina die Leitung des Hôtels des Mille Collines, wo es ihm gelang, 1268 Menschen vor dem sicheren Tod zu bewahren. Paul Rusesabagina, selbst Hutu und mit einer Tutsi verheiratet, lebte vor seiner Festnahme im Exil, unter anderem in den Vereinigten Staaten und zuletzt in Belgien als Taxiunternehmer. Seine Familie erklärte, er sei in Dubai entführt worden, laut Behörden wurde er hingegen bei der Einreise nach Ruanda inhaftiert.
Im Jahr 2000 wurde Paul Rusesabagina mit dem Immortal Chaplains Prize for Humanity ausgezeichnet; im Jahr 2005 wurde ihm die Presidential Medal of Freedom verliehen.
Er wurde am 31. August 2020 in Ruanda unter dem Vorwurf des Terrorismus festgenommen. Im Februar 2021 begann vor der Strafkammer für internationale Verbrechen am Obersten Gericht Ruandas der Prozess gegen Paul Rusesabagina und 20 weitere Mitangeklagte wegen Unterstützung terroristischer Aktivitäten. Anhänger bezeichneten den Prozess als politisch motiviert, weil Rusesabagina ein Gegner von Paul Kagame ist. Im März erklärte er, der Verhandlung künftig fernzubleiben. Prozessbeobachter des Center for Human Rights der American Bar Association kritisierten in einem Bericht im Juni 2021 diverse Verfahrensfehler. Eine wichtige Rolle im Prozess spielten an Ruanda übermittelte Erkenntnisse belgischer Justizbehörden, die Rusesabagina belasteten. Am 20. September 2021 wurde Rusesabagina vom Gericht der finanziellen und logistischen Unterstützung der Front de libération national (FLN), des bewaffneten Arms der von Rusesabagina mitgegründeten Oppositionskoalition Mouvement rwandais pour le changement démocratique (MRCD), für schuldig befunden. Die FLN sei verantwortlich für tödliche Anschläge auf Zivilisten in Ruanda in den Jahren 2018 und 2019. Als Strafe wurden 25 Jahre Haft verhängt. Nach 939 Tagen im Gefängnis begnadigte Präsident Kagame ihn im März 2023.

## Kritik
2010 wurde berichtet, dass die von ihm eingerichtete Hotel Rwanda Rusesabagina Foundation keinerlei Geld für ihren Stiftungszweck, Überlebende des Genozids in Ruanda zu unterstützen, verwendet habe. Laut einem Bericht der Süddeutschen Zeitung und anderer Medien soll Rusesabagina Geld von den Flüchtlingen genommen haben, so als wären sie Hotelgäste. Wer nicht zahlen konnte, bekam angeblich weder Wasser noch Essen und soll aus dem Hotelzimmer ausgesperrt worden sein. Teilweise soll er statt Bargeld die Übereignung von Eigentum verlangt haben. Edouard Kayihura, der sich 1994 in das Hotel gerettet hatte beschreibt in seinem 2014 erschienenen Buch Inside the Hotel Ruanda, dass Rusesabagina die Flüchtlinge im Hotel ausbeutete und schlecht behandelte. Rusesabagina wehrt sich gegen die Vorwürfe. Er habe zwar zunächst Geld von Hotelgästen genommen, jedoch noch in einer Situation, als mit dem Völkermord noch nicht zu rechnen war. Terry George, Regisseur des Films Hotel Ruanda, wehrte sich 2006 und 2014 ebenfalls gegen die gegen Rusesabagina erhobenen Vorwürfe.

## Sonstiges
Der Film Hotel Ruanda basiert frei auf den Begebenheiten im Hôtel des Mille Collines. Die Rolle Rusesabaginas wird von Don Cheadle gespielt. In der Folge des Filmes wurde Rusesabagina auch als „Oskar Schindler von Ruanda“ bezeichnet.

## Veröffentlichungen
- Paul Rusesabagina, Tom Zoellner: Ein gewöhnlicher Mensch. Die wahre Geschichte hinter „Hotel Ruanda“. Berlin-Verlag, Berlin 2006, ISBN 3-8270-0633-3.